# منتخب تايلاند لكرة الأرض للرجال
منتخب تايلاند الوطني لكرة الأرض للرجال هو ممثل تايلاند الرسمي في المنافسات الدولية في كرة الأرض .